# Google I/O
Google I/O is een jaarlijks terugkerende ontwikkelaarsconferentie van Google die plaatsvindt in San Francisco, Californië.  De I en de O staan voor input/output, maar ook voor "Innovation in the Open". Onderwerpen die veel langskomen zijn Android, Chrome, Chrome OS, API's en de Google Web Toolkit. De conferentie kan worden vergeleken met de Worldwide Developers Conference van Apple.

## Geschiedenis

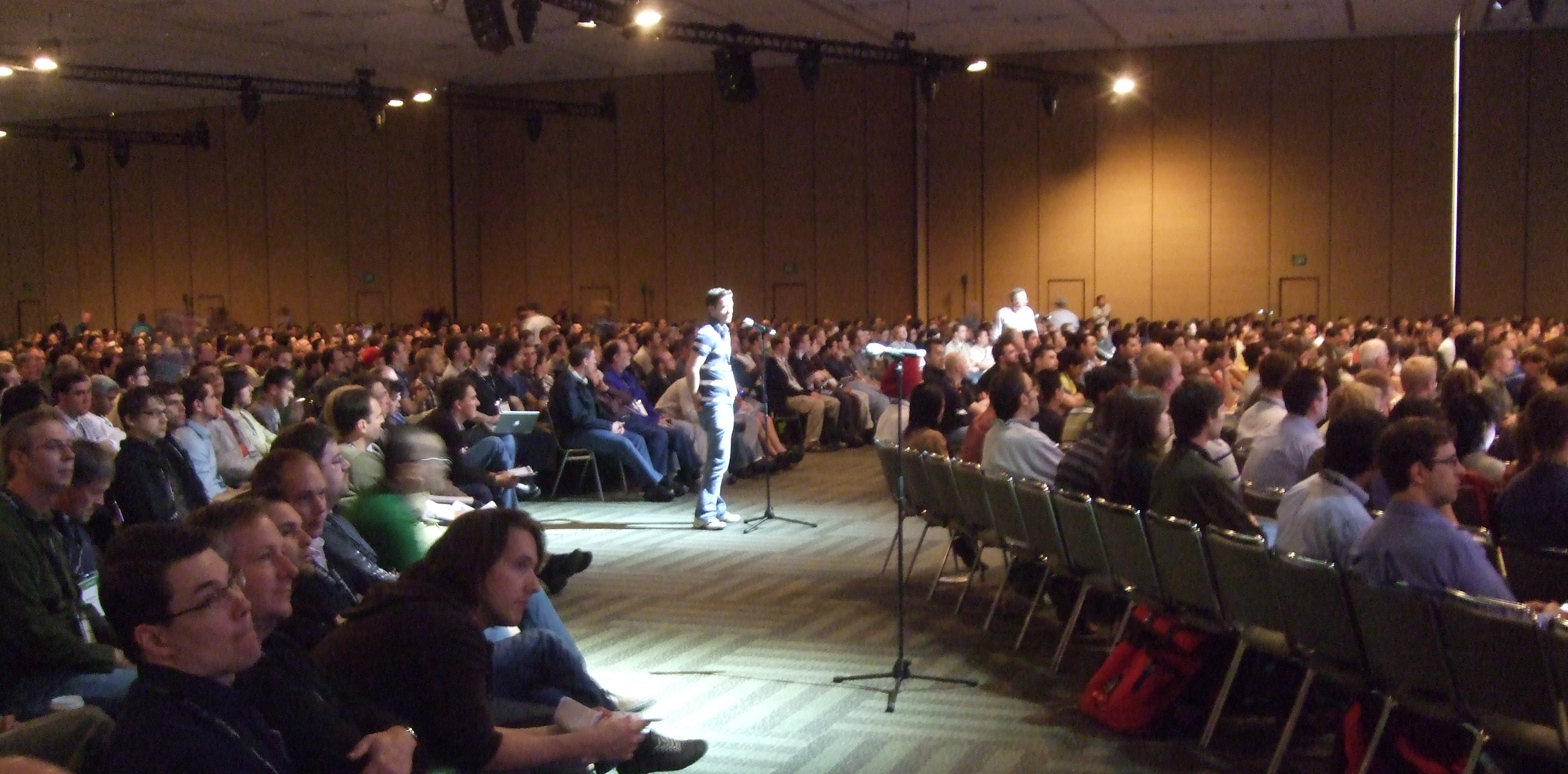
Google I/O in 2008.

### 2008
In 2008 kwamen OpenSocial, App Engine, Android, API van Google Maps en de Google Web Toolkit voor. Sprekers waren onder andere: David Glazer, Alex Martelli, Steve Souders, Dion Almaer, Mark Lucovsky, Guido van Rossum, Jeff Dean, Chris DiBona en Josh Bloch.

### 2009
Belangrijke onderwerpen in 2009 waren Android, App Engine, Chrome, Web Toolkit, OpenSocial, AJAX-API's van Google en Google Wave. Aanwezigen kregen een gratis HTC Magic.

### 2010
Van 19 tot 20 mei kwamen de volgende onderwerpen aan bod: Android, App Engine, Chrome, Enterprise, Geo, API's van Google, Google TV, Google Web Toolkit, Sociale web en Google Wave.
Op de conferentie waren meer dan 200 sprekers aanwezig. De HTC Evo 4G werd weggeven aan mensen in de zaal. Voordat de conferentie begonnen was kregen inwoners van de Verenigde Staten een Motorola Milestone, mensen uit andere landen een Nexus One.

### 2011
Op de eerste dag (10 mei) kreeg Android de volledige aandacht, op de tweede dag (11 mei) Chrome en Chrome OS. Voor Android werd onder andere Google Music en versie 4.0 van Android (Ice Cream Sandwich) aangekondigd.
Op de volgende dag werd de Chromebook aangekondigd: laptops van Samsung en Acer die als besturingssysteem Chrome OS draaien. Ook een online versie van het spel Angry Birds werd gelanceerd, deze kan in de browser worden gespeeld. Aanwezigen kregen een Samsung Galaxy Tab 10.1, een Chromebook van Samsung en een mobiele hotspot van Verizon cadeau.

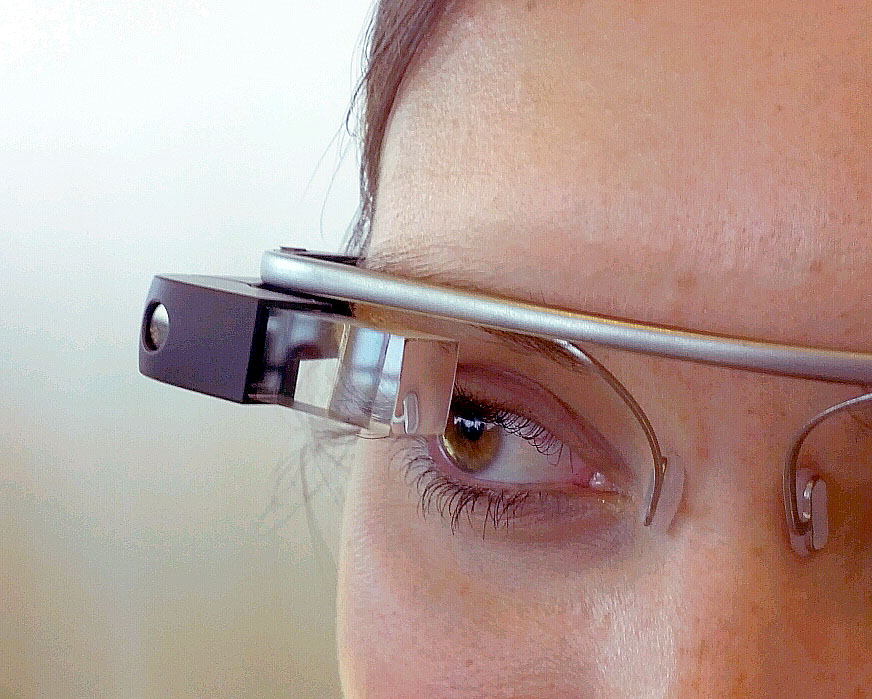
Een Google Glass tijdens Google I/O in 2012.

### 2012
In 2012 werd de duur van de conferentie verlengd naar drie dagen in plaats van twee. De aanwezigen mochten een Galaxy Nexus, een Nexus 7, een Nexus Q en een Chromebox in ontvangst nemen.

#### Eerste dag
Op 27 juni kwamen de volgende onderwerpen aan bod: Android, Google+ en Google Glass. Ook werd er op deze dag een keynote gehouden. Daarin werd versie 4.1 van Android aangekondigd, samen met de Nexus 7 en de Nexus Q.

#### Tweede dag
Op 28 juni waren Chrome, de Cloud en Google Glass de onderwerpen. Ook vandaag was er weer een keynote. Een iOS-versie van Chrome werd aangekondigd.

#### Derde dag
Op de derde en laatste dag (29 juni) werd Google Analytics voor Android aangekondigd.

### 2013-heden
- Op de conferentie van 2017 kondigde CEO Sundar Pichai het project Google AI aan.
- Tijdens de conferentie van 2021 werd de eerste generatie neurale taalmodellen aangekondigd onder de naam LaMDA (Language Model for Dialogue Applications). Op de conferentie van 2022 volgde de aankondiging van de tweede generatie.